# Unione Sportiva Grosseto 1942-1943
Questa pagina raccoglie le informazioni riguardanti l'Unione Sportiva Grosseto nelle competizioni ufficiali della stagione 1942-1943.

## Rosa
| N. |                   | Ruolo | Calciatore        |
| -- | ----------------- | ----- | ----------------- |
|    | Italia (bandiera) | C     | A. Altoni         |
|    | Italia (bandiera) | P     | G. Baldacci       |
|    | Italia (bandiera) | A     | M. Burchietti     |
|    | Italia (bandiera) | A     | Giuseppe Calcagno |
|    | Italia (bandiera) | D     | Remo Carmignani   |
|    | Italia (bandiera) | P     | A. Cucci          |
|    | Italia (bandiera) | A     | D. Dari           |
|    | Italia (bandiera) | C     | U. De Angelis     |
|    | Italia (bandiera) | A     | E. Domenichelli   |
|    | Italia (bandiera) | A     | D. Draghi         |
|    | Italia (bandiera) | A     | E. Farsi          |

| N. |                   | Ruolo | Calciatore      |
| -- | ----------------- | ----- | --------------- |
|    | Italia (bandiera) | A     | S. Felli        |
|    | Italia (bandiera) | A     | L. Filippelli   |
|    | Italia (bandiera) | A     | Erasmo Franzoni |
|    | Italia (bandiera) | A     | Federico Landi  |
|    | Italia (bandiera) | C     | Loris Lottini   |
|    | Italia (bandiera) | D     | M. Lovati       |
|    | Italia (bandiera) | D     | L. Patalani     |
|    | Italia (bandiera) | A     | D. Petrelli     |
|    | Italia (bandiera) | C     | V. Pinto        |
|    | Italia (bandiera) | A     | Guido Querci    |
|    | Italia (bandiera) | C     | G. Temassi      |